# Sclerolobium striatum
Sclerolobium striatum är en ärtväxtart som beskrevs av John Duncan Dwyer. Sclerolobium striatum ingår i släktet Sclerolobium och familjen ärtväxter. IUCN kategoriserar arten globalt som sårbar. Inga underarter finns listade i Catalogue of Life.